# Flavio Scorpo
Flavio Scorpo (Penisola Iberica, 68 – Roma, 95) è stato un atleta e auriga romano, considerato uno degli atleti più famosi dell'antichità.
Scorpo cavalcò per la scuderia verde durante l'impero di Domiziano alla fine del I secolo d.C. e nella sua vita totalizzò circa 2.048 vittorie durante le corse coi carri al Circo Massimo: tale primato mondiale è da considerare quale imbattuto poiché in epoca moderna si gareggia con carri in corse al trotto ma con un solo cavallo.
Auriga tra i più famosi nella storia romana, Scorpo guadagnò somme straordinariamente grandi di denaro (Marziale si lamentava di guadagnare solo 100 monete di piombo, quando Scorpo otteneva 15 sacchi d'oro ad ogni vittoria); le sue entrate superarono quelle degli sportivi professionisti moderni. Scorpo morì giovane, a soli 27 anni.

## Biografia
Scorpo ossia Flavius Scorpus era uno schiavo, così come molti aurighi, ed era nato nella penisola iberica; quando era decenne fu comprato da un ex auriga che lo allenò per le gare e, dopo la morte del suo padrone, si recò a Roma per gareggiare contro i migliori campioni: infatti fu ingaggiato nella scuderia imperiale da Domiziano, che lo volle conoscere personalmente. Ricevette molte volte la corona di alloro, simbolo di continua vittoria. Spesso, alla fine di una corsa vittoriosa, i tifosi gli lanciavano soldi. Dopo molte vittorie in gara, acquistò la sua libertà diventando un libertus quindi schiavo liberato.
Il poeta latino Marco Valerio Marziale fa riferimento a Scorpo due volte nel libro X dei suoi epigrammi, composti tra il 95 e il 98 d.C.: 
(Marziale, 10.50)
(Marziale, 10.53)
Sebbene la causa della morte di Scorpo sia sconosciuta, è probabile che sia stato coinvolto in uno dei numerosi incidenti (naufragia) verificatisi durante le corse delle bighe. Gli aurighi avvolgevano le redini attorno ai loro corpi per usare il loro peso corporeo per controllare meglio i cavalli. Sebbene ciò fosse estremamente pericoloso, i conducenti portavano coltelli che, in caso di incidente, sarebbero stati usati per liberarsi. Tuttavia, spesso dopo un incidente, gli aurighi non sono stati in grado di liberarsi in tempo. Spesso si sono verificati incidenti vicino alle curve, come mostrato in un rilievo circense nel Museo Pergamon di Berlino, che mostra un auriga caduto e calpestato da un'altra squadra. 

## Nella cultura di massa
La biografia di Scorpo è stata ricostruita e sceneggiata nel 2019 nel documentario Brot und Spiele - Wagenrennen im alten Rom di Jens Monath e Giulia Clark, andato in onda il 19 aprile 2019 nella serie televisiva Terra X trasmessa dall'emittente tedesca ZDF. Diverse scene del documentario tedesco sono state poi riutilizzate nella puntata Il mondo di Ben Hur della trasmissione Ulisse - Il piacere della scoperta condotta da Alberto Angela e andata in onda il 26 ottobre 2019 su Rai Uno.
Scorpo è interpretato dall'attore britannico Dimitri Leonidas nella serie tv del 2024 Those About to Die, in questa serie Scorpo viene descritto come il più forte di tutti gli auriga, ma con un carattere completamente scapestrato, tra corse, feste e donne nella Roma prima di Vespasiano poi di Tito e Domiziano.